# Ingvar Carlsson (rallyförare)
Ingvar Carlsson, född 2 april 1947 i Nyköping, död 28 oktober 2009 i Nyköping, var en svensk rallyförare.
Carlsson körde i början av sin rallykarriär BMW och Mercedes innan han engagerades i Mazdas tävlingsstall i mitten av 1980-talet. 
Bland framgångarna kan nämnas där han i en Mazda 323 4WD, och tillsammans med kartläsaren Per Carlsson, segrade i såväl Svenska rallyt som VM-rallyt i Nya Zeeland 1989. Samma år placerade han sig som 7:a i VM-serien för förare. Ingvar Carlsson vann även ett internationellt rally i Australien 1988, dock hade tävlingen inte VM-status.
Carlsson avled den 28 oktober 2009.